# غريغ مافيي
غريغ مافيي (بالإنجليزية: Greg Maffei)‏ هو شخصية أعمال أمريكي، ولد في 24 مايو 1960.

## وصلات خارجية
- غريغ مافيي على موقع إن إن دي بي (الإنجليزية)